# Азиатский бекасовидный веретенник
Азиатский бекасовидный веретенник (лат. Limnodromus semipalmatus) — редкий представитель семейства бекасовых.

## Систематика
Таксон был впервые описан в 1848 году Эдвардом Блитом под названием Macrorhamphus semipalmatus. Типовое местонахождения было указано им как Калькутта. К роду Limnodromus этот вид отнесён впервые Джеймсом Ли Петерсом в 1934 году. Разобщение западных и восточных популяций, различные пути миграции и не совпадающие зимовки может предполагать существование подвидов. Однако подвиды до сих пор не описаны, и это монотипический таксон. Название рода Limnodromus происходит от слов limnē (λιμνη), что означает в переводе с греческого озеро, болото и суффикс -dromos (-δρομος) означает в греческом бегуна. Видовое название semipalmatus происходит от слов: semi, что означает по латыни половину, и palmatus — по латыни перепончатый, лапчатый.

## Описание
Кулик средних размеров, длина 30-36 см, вес 170—300 г, крыло 17,4-18,8 см, размах крыльев 55-60 см. Самки немного крупнее самцов. Грудь и брюшко у взрослых самцов в брачном наряде ржвачато-рыжие, верхняя часть головы, передняя часть спины чёрные. Задняя часть спины и надхвостье пёстрые. Маховые тёмно-бурые, рулевые в белых и черно-бурых полосах. Ноги тёмные, клюв длинный прямой и тёмный. Самка заметно бурее и тусклее, но все-таки ярко-рыжая.

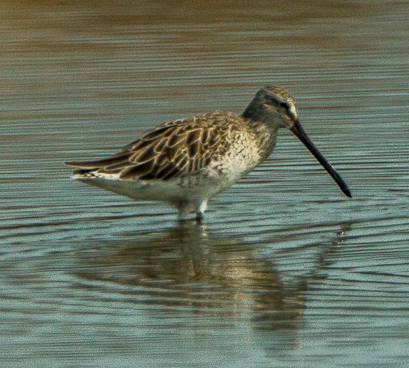
В зимнем наряде. Таиланд, Февраль.

В зимнем наряде перья верхней стороны тела тёмно-бурые с широкими беловатыми каемками. Издали птицы выглядят серыми. Нижняя сторона белая, шея и бока груди с узкими косыми темно-бурыми полосками.

### Отличия от сходных видов
Клюв несколько короче, чем у американского бекасовидного веретенника, а сам азиатский бекасовидный веретенник крупнее. Гнездовые биотопы, миграционные пути и большая часть зимовок у этих видов не перекрываются.
Азиатский бекасовидный веретенник во многом напоминает, но немного меньше по размерам малого веретенника, клюв у бекасовидного веретенника прямой, мощный и чёрного цвета, он слегка уплощен и расширен у основания, у малого веретенника клюв чуть вздёрнут. Надхвостье с пестринами не составляет резкого контраста с хвостом (у малого надхвостье белое, а хвост тоже с поперечными полосками). Кроме того эти два вида хорошо отличаются манерой питания (см. видео), для бекасовидного веретенника характерны скрипучие крики, хорошо выделяющие его в стаях других видов.

## Распространение
Степи, лесостепи, юг лесной зоны в России (от Омской области до Приморья), в Казахстане (?), Монголии, Китае (Маньчжурия).
Фактически гнездовья находятся в 4 не связанных районах: юг Западной Сибири и север Казахстана; Прибайкалье, частично Бурятия на юг до Долины больших озёр в Монголии; Даурские степи, включая центральную Маньчжурию; долина Уссури в Приморье. Внутри этих районов распределён крайне неравномерно и непостоянно.
В России: в долине Иртыша между Тюкалинском и городом Тарой; на Оби у г. Камень-на-Оби, оз. Ракиты (75 км восточнее Барнаула) и р. Алей у села Локоть.
В Монголии крупное гнездовье нашла Е. В. Козлова на озере Орог-Нур. Другие известные места гнездования: озеро Тэлийн-Нур (25 км к юго-востоку от устья Ульдзи), оз. Цаган-цага в долине Толы и предположительно оз. Айраг-нур в устье реки Дзабхан.
В Китае гнездование впервые обнаружено А. С. Лукашкиным у Цицикара (Хэйлунцзян) в 1934 году. Гнездится в окрестностях Цианхая (Xianghai) (к юго-западу от Таонаня, Гирин) и на озере Хулун-нур во Внутренней Монголии.

## Поведение

### Ток
Прилетают в гнездовые места обитания в середине мая, после чего приступают к токованию. Токуют сразу несколько птиц недалеко друг от друга в кормовых местах или на месте будущего гнездовья. Самец токует на земле, присев перед самкой и распушив перья. При этом он издаёт одну за другой трели хрру, хрру…, либо харр, харр…, либо уррр, уррр и синхронно кивает головой. Ток происходит в светлое время суток, но особенно активно по утрам на зорях. Могут токовать в полёте — самец летит перед самкой и иногда планирует на «дрожащих» крыльях. Часть птиц уже прилетает парами. У других же пары образуются в процессе токования.

### Гнездование
Имеет свойство неожиданно появляться гнездиться год или несколько, затем также резко исчезать. Гнездовья распространены крайне неравномерно, пятнисто. Крайне чувствительны к уровню воды. Смена гнездового района происходит либо из-за избыточного подтопления, либо обсыхания илистых мелководий. Гнездятся разреженными колониями по 10-20 пар. Гнезда строят в очень сырых местах: на кочке, на маленькой гривке среди воды. Гнездо может быть укрыто среди травы, но может быть и совсем открытым. Выстилка из травы неплотная, её обилие может сильно варьировать. Наружный диаметр гнезда 23 см, внутренний диаметр лотка 11-16 см, глубина его — 3,5-4,5 см. Полная кладка, как правило, 2 яйца, бывает 1 и 3. Фон от песчаного до буро-оливкового по нему разбросаны коричневые пятна. Размеры 45-56 х 30-37 мм. Насиживание начинается с первого яйца и длится 22 - 24 дня. Участвуют обе птицы, самка чаще днём, а самец ночью. При незначительных повышениях уровня воды птицы надстраивают гнезда. Тем не менее гнёзда часто гибнут от наводнений (до 75%), известны случаи гнёзд от затаптывания скотом. При беспокойстве отводят от гнезда, используя разные приёмы: убегают «как зверёк», изображают раненную птицу или птенца, имитируют «ложное насиживание». Чаек и хищных птиц совместно преследуют. У гнезда издают тревожны крик — двусложное мравв-мравв или мяав-мяав или хру-хру-хру.
После вылупления птенцов самки сбиваются в стаи и улетают на зимовки уже в июне. Птенец сверху коричнево-бурый, грудь и зоб — рыжевато-бурые. Узкая тёмная полоска («ус») идёт от основания клюва к затылку, ещё более узкая полоска от разреза клюва к глазу. Ноги тёмно-свинцовые, клюв свинцово-чёрный. Водят птенцов самцы, около 24-26 дней до подъёма на крыло. Сигнал беспокойства при птенцах тев или кеев. Самцы и молодые улетают в начале августа.
- Крики в полёте азиатского бекасовидного веретенника на сайте xeno-canto.org

## Питание
Питается донными беспозвоночными на илистых и грязевых отмелях и мелководьях.

## Миграции и зимовки
Перекликаясь в стаях издаёт различные урчащие трели.
Западно-сибирско-казахстанская популяция мигрирует через Казахстан вдоль подножьев Гималаев к побережьям Индийского Океана. Остальные три популяции мигрируют вдоль побережья Китая. Зимовки на Малайском полуострове, Филиппинах, в Индонезии и ограничено (в 4-х локалитетах) на северном побережье Австралии и Новой Зеландии. Крупнейшие зимовки расположены на островах Суматра и Ява.
- Скрипучий сигнал взлета азиатского бекасовидного веретенника в фоне переговаривающихся больших веретенников, запись на зимовке в Австралии

Случайные залёты  были зафиксированы в Западной Европе.

## Охрана
Включен в Красные книги России и Казахстана. Охрана затруднена из-за непостоянства мест гнездования.
Включен в Красный список исчезающих видов Международного союза охраны природы и природных ресурсов  как NT (близок к попаданию под угрозу уничтожения). Численность оценивается в 23 000 особей. Угрозы для этого вида состоят в потере мест гнездования вследствие осушения болот для сельскохозяйственного использования или  в результате глобального потепления климата. Особую опасность представляет потеря и деградация водно-болотных угодий вдоль путей миграции этих птиц.